# Nokia 106
Nokia 106 je low-end mobilní telefon vyráběný firmou Nokia. Má klasickou konstrukci a nedotykový displej.

## Hardware
Telefon se prodává v bílé,černé a červené barvě a má vyměnitelný zadní kryt. Tlačítka jsou odolná proti stříkající vodě a prachu. Na přední straně najdeme 1,8" TFT LCD displej s rozlišením QQVGA (128x160 obrazových bodů), schopný zobrazit 65 tisíc barev. Přístroj má kompaktní rozměry 112,9 x 47,5 x 14,9 mm a váží 74,2 gramů. Na klávesnici nalezneme kromě alfanumerických tlačítek také čtyř-směrné navigační tlačítko Navi, tlačítko volat a tlačítko konec. Nokia 106 dokáže uskutečnit hovor v sítích GSM na frekvencích 900 a 1800 MHz. Používá miniSIM kartu, má nabíjecí konektor Nokia 2,0 mm a Nokia AV 3,5 mm konektor pro sluchátka. Baterie je vyměnitelná a používá technologii Li-ion. Pracuje na napětí 3,7 V a má kapacitu 800 mAh. Výrobce uvádí výdrž v pohotovostním režimu až 35 dní a maximální dobu hovoru 9,9 hodin. Telefon má v sobě také zabudovanou svítilnu, přijímač FM rádia a čtečku microSD karet (max. povolená kapacita microSD karty je 16 GB).

### Obsah prodejního balení
Balení obsahuje samotný telefon, nabíječku (Nokia AC-11, Nokia AC-8C a CA-190Cd jsou určeny pro čínský trh), baterii Nokia BL-5CB a uživatelský manuál.

## Software
Na přístroji nalezneme operační systém Nokia S30 (Series 30) který umožňuje mimo jiné spouštění Java aplikací. Telefon se nedokáže připojit k internetu.

### Hovory a volání
- Typ volání: Zvukový hovor
- Funkce: signalizace dalšího hovoru, historie volání, předání hovoru, zabudované handsfree reproduktory, seznamy hovorů
- Telefonní seznamy: 5
- Kontakty: 500
- Vyzvánění: 32-hlasá polyfonní vyzvánění
- Funkce zpráv: SMS, MMS, seznamy pro rozesílání zpráv

### Aplikace
V telefonu jsou předinstalovány mimo jiné následující aplikace: digitální hodiny, kalkulačka, kalendář, převodník, správce výdajů, budík, upomínky, telefonní seznam, mluvící hodiny, svítilna. Telefon podporuje zvukový formát MIDI a Java aplikace.